# Хуан Мануэль де Росас (станция метро)
«Хуан Мануэль де Росас» (исп. Juan Manuel de Rosas) —  конечная станция Линии B метрополитена Буэнос-Айреса. Станция расположена между станцией «Эчеверриа» и терминалом. Станция выходит на улице Авенида Триумвирато между улицами Авенида Монро и Авенида Франклин Рузвельт в районе Вилья-Уркиса. Недалеко от станции расположена железнодорожная станция Вилья-Уркиса.

## История
Хотя её строительство было завершено в течение нескольких лет, открытие станции было отложено несколько раз. Пока наконец, в пятницу, 26 июля 2013, станция была официально открыта и по ней пошло движение поездов .

## Название
В то время как первоначально планировалось назвать станцию Вилья-Уркиса, по решению законодательного собрания города, было принято решение дать станции имя Хуана Мануэля де Росаса, что было утверждено законодательным органом Буэнос-Айреса и обсуждено на публичных слушаниях. Тому есть историческое значение. С одной стороны, Авенида Монро носила имя Хуана Мануэля де Росаса, в течение короткого периода в 70-х годах и кроме этого правительство города решило увековечить его память дав его имя новой станции. Кроме того, уже есть станция под названием Хенераль Уркиса, принадлежащая к линии Е, и имя Хуана Мануэля де Росаса поможет избежать путаницы между названиями двух станций, расположенных на различных линиях и значительном расстоянии между собой.

## Украшения
Вестибюль украшен произведениями: Толпы, Сцена Бога и урожая; Andrés Waissan. На платформе и туннеле изображение: стада лошадей; Julio Lavallén.

## Достопримечательности

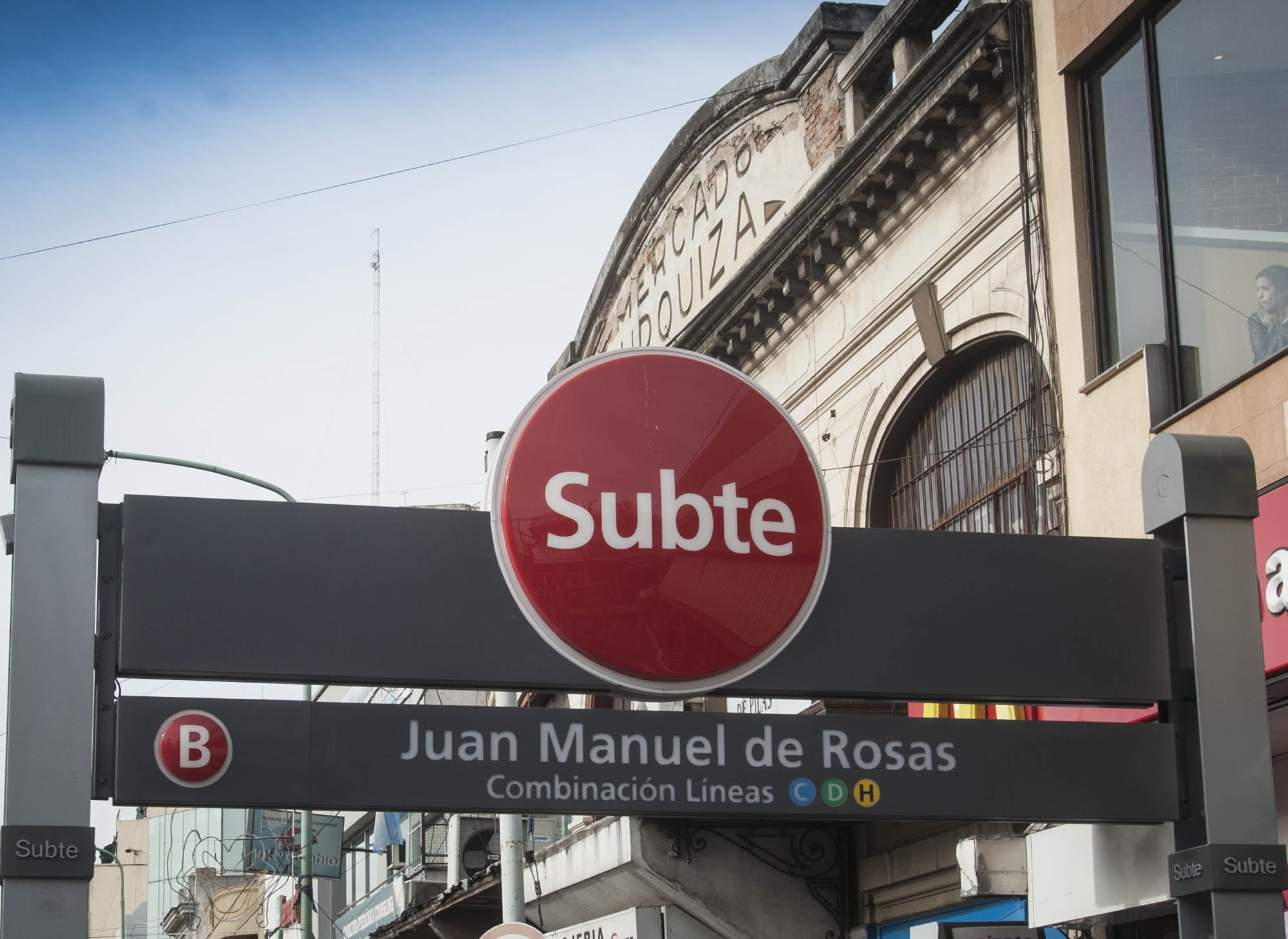
Вид с улицы

Они находятся в непосредственной близости от станции:
- Железнодорожная станция General Urquiza de la Línea Mitre
- Площадь Esteban Echeverría
  - Calesita de la Plaza Echeverría
- Комиссариат N°39 Федеральная полиция Аргентины
- Destacamento división de Bomberos Villa Urquiza
- Plaza Marcos Sastre
- Plaza Jorge Casal
- Jardín de Infantes Integral Nº4
- Общая начальная школа Коммуны/Adultos N°2 Juana Manuela Gorriti
- Колледж Nº12 Reconquista
- Колледж Nº16 Guillermo Rawson
- Лицей Nº11 Cornelio Saavedra
- Общая начальная школа Коммуны N°1 Cnel. José de Olavarría
- Музыкальная школа N°9
- Anexo Villa Urquiza, de la Universidad de Morón
- Общественная библиотека Доминго Фаустино Сармьенто
- Театр 25 de Mayo
- Известные бары Буэнос-Айреса Café de la U
- Circulo General Urquiza

## Галерея

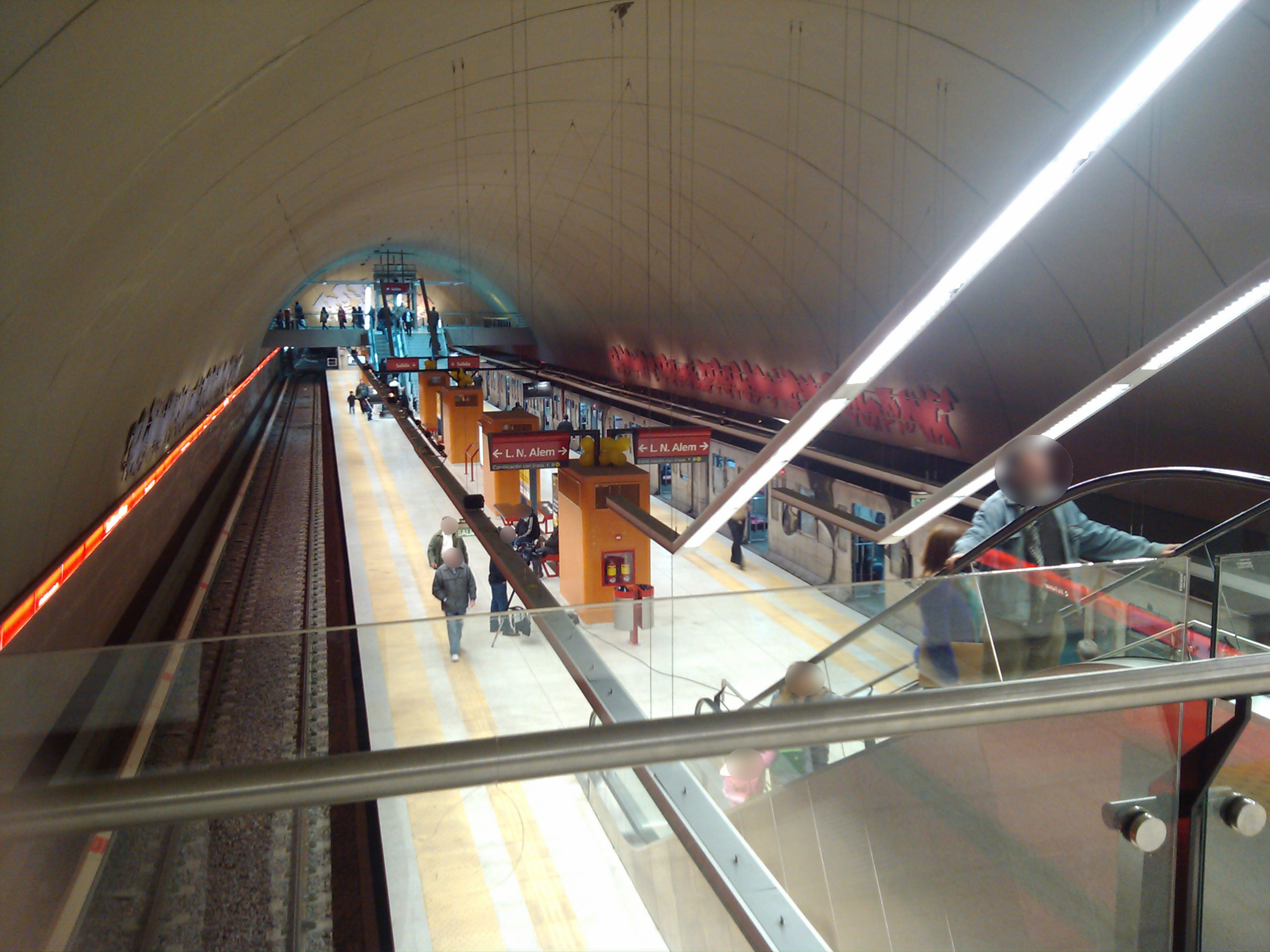
Платформа
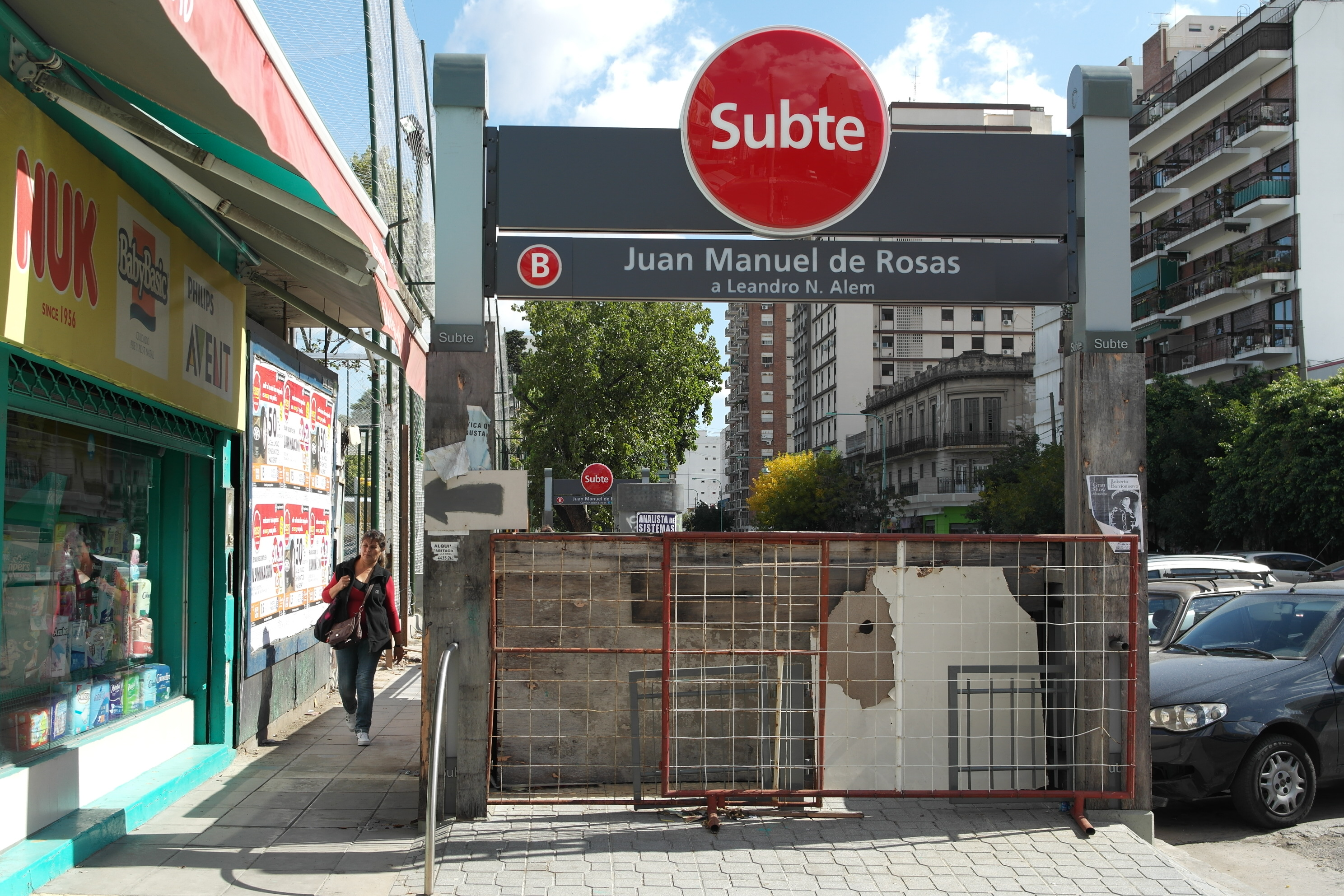
Станция накануне открытия
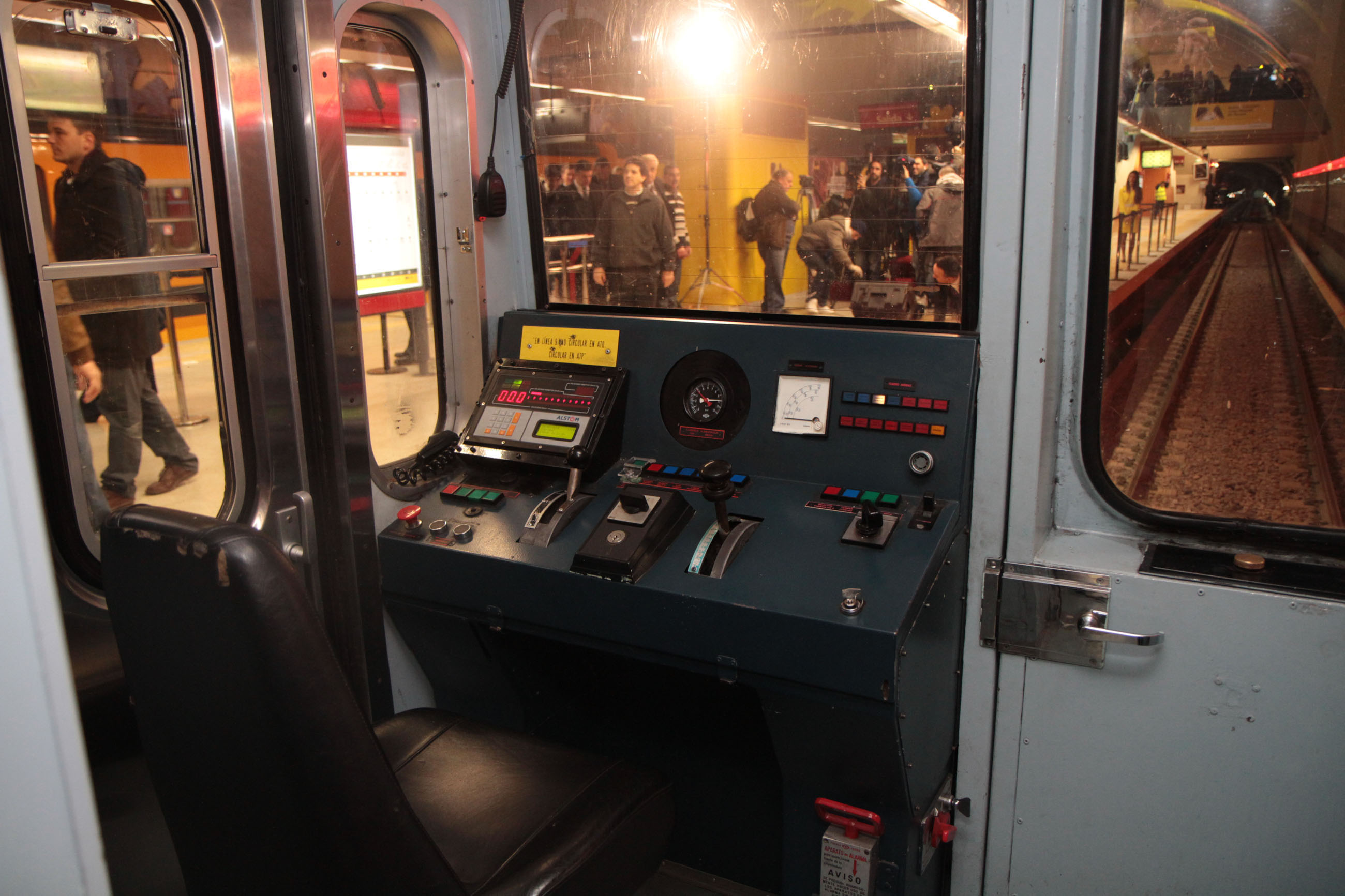
Вид платформы из поезда CAF 50000